# یواس‌اس کینکد (دی‌دی-۹۶۵)
یواس‌اس کینکد (دی‌دی-۹۶۵) (به انگلیسی: USS Kinkaid (DD-965)) یک کشتی بود که طول آن 529 ft (161 m) waterline; 563 ft (172 m) overall بود. این کشتی در سال ۱۹۷۴ ساخته شد.